# Fabian Kaulfürst
Fabian Kaulfürst (* 1978) ist ein sorbischer Sprachwissenschaftler. Seit 2024 ist er Abteilungsleiter Sprachwissenschaft am Sorbischen Institut.

## Leben
Kaulfürst wuchs in Bautzen auf. Sein Vater lehrte ihn die sorbische Sprache. Er absolvierte von 1998 bis 2004 ein Studium der Sorabistik, Politik- sowie Religionswissenschaft an der Universität Leipzig und schloss dieses Studium mit einer Magisterarbeit zur Sprache Christian Friedrich Stempels ab. In der Folge war er von 2004 bis 2008 als Doktorand am Sorbischen Institut in Bautzen tätig. Er promovierte sich 2010 mit einer Dissertation zur Sprache Michał Frencels an seiner Alma Mater.
Ab 2008 war Kaulfürst wissenschaftlicher Mitarbeiter in der Abteilung für Niedersorbische Forschungen am Sorbischen Institut. In seiner Forschung beschäftigte er sich unter anderem mit der Lexikografie, Korpuslinguistik, Dialektologie, Phraseologie und Phonetik. Dabei war er unter anderem am Deutsch-Niedersorbischen Wörterbuch, der Entwicklung einer Vorlesefunktion für die nieder- und obersorbische Schriftsprache sowie von Modellen zur automatischen Spracherkennung für Nieder- und Obersorbisch beteiligt und mitverantwortlich für die Neuausgabe der niedersorbischen Bibel. Kaulfürst ist Mitglied der ober- und niedersorbischen Sprachkommission, für die niedersorbische Sprachkommission fungiert er als Sprecher, zudem ist er Redaktionsbeirat der sorbischen Kulturzeitschrift Rozhlad und Mitglied der Maćica Serbska. Zum Januar 2024 übernahm Kaulfürst von Hauke Bartels die Abteilungsleitung Sprachwissenschaft am Sorbischen Institut.
Neben seiner beruflichen Tätigkeit engagiert sich Kaulfürst auch ehrenamtlich für die sorbische Sprache. Bereits im Jugendalter übersetzte er Liedtexte für die Jugend, für Schulen und Religionswochen, die unter anderem im Wosadnik Verwendung fanden. Gemeinsam mit seiner Ehefrau Jadwiga betreute er Stipendiaten der Stiftung für das sorbische Volk. Fabian Kaulfürst ist seit 2006 als musikalischer Leiter der Gruppe Přezpólni aktiv. Für ihr „vielseitiges und engagiertes Wirken auf dem Gebiet der sorbischen Sprache und Kultur“, welches sich unter anderem auch in der Entwicklung und Umsetzung des Ćišinski-Pfades zeige, wurde das Ehepaar 2021 mit dem Förderpreis des Ćišinski-Preises ausgezeichnet.
Kaulfürst ist verheiratet und lebt in Panschwitz-Kuckau.

## Schriften (Auswahl)
- Studij k rěcy Kita Fryca Stempla. (In: Kleine Reihe des Sorbischen Instituts Bautzen. Bd. 7; zugleich Magisterarbeit) Sorbisches Institut, Bautzen 2005, ISBN 978-3-9808608-3-3.
- Studije k rěči Michała Frencla. (= zugleich Dissertation) Domowina-Verlag, Bautzen 2012, ISBN 978-3-7420-2215-8.
- zusammen mit Měto Nowak: Ortschaftsnamen im angestammten Siedlungsgebiet der Sorben/Wenden im Land Brandenburg = Mjenja wobydlenišćow w starodawnem sedleńskem rumje Serbow w kraju Bramborska. Sorbisches Institut, Cottbus 2018, ISBN 978-3-9816961-8-9.